# Sin-iqisham
Sin-Iqisham, Sin-iqisham o Siniqisham fue el undécimo rey de Larsa. No se sabe mucho acerca de su reinado, que debió de durar en torno a 5 o 6 años.
En la conmemoración de su quinto año de gobierno un escrito asegura su victoria sobre una coalición de Uruk, Kazallu, Elam e Isin.
| Predecesor: Sin-Eribam | Rey de Larsa ca. 1839 a. C. - 1835 a. C.  | Sucesor: Silli-Adad |
| Predecesor: Sin-Eribam | Rey de Ur ca. 1839 a. C. - 1835 a. C.     | Sucesor: Silli-Adad |
| Predecesor: Sin-Eribam | Rey de Nippur ca. 1839 a. C. - 1835 a. C. | Sucesor: Silli-Adad |